# Liste der Naturdenkmale in Brühl (Baden)
| Naturdenkmale | Anzahl |
| ------------- | ------ |
| FND           | 0      |
| END           | 2      |
| Gesamt        | 2      |

Die Liste der Naturdenkmale in Brühl nennt die verordneten Naturdenkmale (ND) der im baden-württembergischen Rhein-Neckar-Kreis liegenden Gemeinde Brühl. In Brühl gibt es insgesamt zwei als Naturdenkmal geschützte Objekte, keines ist ein flächenhaftes Naturdenkmal (FND), beide sind Einzelgebilde-Naturdenkmale (END).
Stand: 31. Oktober 2016.

## Einzelgebilde (END)
| Name                      | Bild | Kennung     | Einzelheiten | Position | Fläche Hektar | Datum         |
| ------------------------- | ---- | ----------- | ------------ | -------- | ------------- | ------------- |
| Schwarzpappel Kollerinsel | BW   | 82260090001 | Brühl        | ⊙        | 0,0           | 26. Feb. 2004 |
| Sommerlinde Hofstraße     | BW   | 82260090002 | Brühl        | ⊙        | 0,0           | 26. Feb. 2004 |
| Legende für Naturdenkmal  |      |             |              |          |               |               |